# امیلی وبلی-اسمیت
 امیلی وبلی-اسمیت (انگلیسی: Emily Webley-Smith؛ زادهٔ ۱۴ ژوئیهٔ ۱۹۸۴) یک تنیس‌باز اهل بریتانیا است.